# Lijst van isomeren van dodecaan
Deze lijst bevat de 355 isomeren van dodecaan. Eventuele stereo-isomeren zijn niet in de telling betrokken.

## Onvertakte keten
| - Dodecaan |

## Undecaan
| - 2-Methylundecaan | - 3-Methylundecaan | - 4-Methylundecaan | - 5-Methylundecaan | - 6-Methylundecaan |

## Decaan

### Dimethyl
| - 2,2-Dimethyldecaan | - 2,3-Dimethyldecaan | - 2,4-Dimethyldecaan | - 2,5-Dimethyldecaan | - 2,6-Dimethyldecaan |
| - 2,7-Dimethyldecaan | - 2,8-Dimethyldecaan | - 2,9-Dimethyldecaan | - 3,3-Dimethyldecaan | - 3,4-Dimethyldecaan |
| - 3,5-Dimethyldecaan | - 3,6-Dimethyldecaan | - 3,7-Dimethyldecaan | - 3,8-Dimethyldecaan | - 4,4-Dimethyldecaan |
| - 4,5-Dimethyldecaan | - 4,6-Dimethyldecaan | - 4,7-Dimethyldecaan | - 5,5-Dimethyldecaan | - 5,6-Dimethyldecaan |

### Ethyl
| - 3-Ethyldecaan | - 4-Ethyldecaan | - 5-Ethyldecaan |  |  |

## Nonaan

### Trimethyl
| - 2,2,3-Trimethylnonaan | - 2,2,4-Trimethylnonaan | - 2,2,5-Trimethylnonaan | - 2,2,6-Trimethylnonaan | - 2,2,7-Trimethylnonaan |
| - 2,2,8-Trimethylnonaan | - 2,3,3-Trimethylnonaan | - 2,3,4-Trimethylnonaan | - 2,3,5-Trimethylnonaan | - 2,3,6-Trimethylnonaan |
| - 2,3,7-Trimethylnonaan | - 2,3,8-Trimethylnonaan | - 2,4,4-Trimethylnonaan | - 2,4,5-Trimethylnonaan | - 2,4,6-Trimethylnonaan |
| - 2,4,7-Trimethylnonaan | - 2,4,8-Trimethylnonaan | - 2,5,5-Trimethylnonaan | - 2,5,6-Trimethylnonaan | - 2,5,7-Trimethylnonaan |
| - 2,5,8-Trimethylnonaan | - 2,6,6-Trimethylnonaan | - 2,6,7-Trimethylnonaan | - 2,7,7-Trimethylnonaan | - 3,3,4-Trimethylnonaan |
| - 3,3,5-Trimethylnonaan | - 3,3,6-Trimethylnonaan | - 3,3,7-Trimethylnonaan | - 3,4,4-Trimethylnonaan | - 3,4,5-Trimethylnonaan |
| - 3,4,6-Trimethylnonaan | - 3,4,7-Trimethylnonaan | - 3,5,5-Trimethylnonaan | - 3,5,6-Trimethylnonaan | - 3,5,7-Trimethylnonaan |
| - 3,6,6-Trimethylnonaan | - 4,4,5-Trimethylnonaan | - 4,4,6-Trimethylnonaan | - 4,5,5-Trimethylnonaan | - 4,5,6-Trimethylnonaan |

### Ethyl+Methyl
| - 3-Ethyl-2-methylnonaan | - 3-Ethyl-3-methylnonaan | - 3-Ethyl-4-methylnonaan | - 3-Ethyl-5-methylnonaan | - 3-Ethyl-6-methylnonaan |
| - 3-Ethyl-7-methylnonaan | - 4-Ethyl-2-methylnonaan | - 4-Ethyl-3-methylnonaan | - 4-Ethyl-4-methylnonaan | - 4-Ethyl-5-methylnonaan |
| - 4-Ethyl-6-methylnonaan | - 5-Ethyl-2-methylnonaan | - 5-Ethyl-3-methylnonaan | - 5-Ethyl-4-methylnonaan | - 5-Ethyl-5-methylnonaan |
| - 6-Ethyl-2-methylnonaan | - 6-Ethyl-3-methylnonaan | - 7-Ethyl-2-methylnonaan |                          |                          |

### Propyl
| - 4-Propylnonaan | - 5-Propylnonaan | - 4-(1-Methylethyl)nonaan | - 5-(1-Methylethyl)nonaan |

## Octaan

### Tetramethyl
| - 2,2,3,3-Tetramethyloctaan | - 2,2,3,4-Tetramethyloctaan | - 2,2,3,5-Tetramethyloctaan | - 2,2,3,6-Tetramethyloctaan | - 2,2,3,7-Tetramethyloctaan |
| - 2,2,4,4-Tetramethyloctaan | - 2,2,4,5-Tetramethyloctaan | - 2,2,4,6-Tetramethyloctaan | - 2,2,4,7-Tetramethyloctaan | - 2,2,5,5-Tetramethyloctaan |
| - 2,2,5,6-Tetramethyloctaan | - 2,2,5,7-Tetramethyloctaan | - 2,2,6,6-Tetramethyloctaan | - 2,2,6,7-Tetramethyloctaan | - 2,2,7,7-Tetramethyloctaan |
| - 2,3,3,4-Tetramethyloctaan | - 2,3,3,5-Tetramethyloctaan | - 2,3,3,6-Tetramethyloctaan | - 2,3,3,7-Tetramethyloctaan | - 2,3,4,4-Tetramethyloctaan |
| - 2,3,4,5-Tetramethyloctaan | - 2,3,4,6-Tetramethyloctaan | - 2,3,4,7-Tetramethyloctaan | - 2,3,5,5-Tetramethyloctaan | - 2,3,5,6-Tetramethyloctaan |
| - 2,3,5,7-Tetramethyloctaan | - 2,3,6,6-Tetramethyloctaan | - 2,3,6,7-Tetramethyloctaan | - 2,4,4,5-Tetramethyloctaan | - 2,4,4,6-Tetramethyloctaan |
| - 2,4,4,7-Tetramethyloctaan | - 2,4,5,5-Tetramethyloctaan | - 2,4,5,6-Tetramethyloctaan | - 2,4,5,7-Tetramethyloctaan | - 2,4,6,6-Tetramethyloctaan |
| - 2,5,5,6-Tetramethyloctaan | - 2,5,6,6-Tetramethyloctaan | - 3,3,4,4-Tetramethyloctaan | - 3,3,4,5-Tetramethyloctaan | - 3,3,4,6-Tetramethyloctaan |
| - 3,3,5,5-Tetramethyloctaan | - 3,3,5,6-Tetramethyloctaan | - 3,3,6,6-Tetramethyloctaan | - 3,4,4,5-Tetramethyloctaan | - 3,4,4,6-Tetramethyloctaan |
| - 3,4,5,5-Tetramethyloctaan | - 3,4,5,6-Tetramethyloctaan | - 4,4,5,5-Tetramethyloctaan |                             |                             |

### Ethyl+Dimethyl
| - 3-Ethyl-2,2-dimethyloctaan | - 3-Ethyl-2,3-dimethyloctaan | - 3-Ethyl-2,4-dimethyloctaan | - 3-Ethyl-2,5-dimethyloctaan | - 3-Ethyl-2,6-dimethyloctaan |
| - 3-Ethyl-2,7-dimethyloctaan | - 3-Ethyl-3,4-dimethyloctaan | - 3-Ethyl-3,5-dimethyloctaan | - 3-Ethyl-3,6-dimethyloctaan | - 3-Ethyl-4,4-dimethyloctaan |
| - 3-Ethyl-4,5-dimethyloctaan | - 3-Ethyl-4,6-dimethyloctaan | - 3-Ethyl-5,5-dimethyloctaan | - 4-Ethyl-2,2-dimethyloctaan | - 4-Ethyl-2,3-dimethyloctaan |
| - 4-Ethyl-2,4-dimethyloctaan | - 4-Ethyl-2,5-dimethyloctaan | - 4-Ethyl-2,6-dimethyloctaan | - 4-Ethyl-2,7-dimethyloctaan | - 4-Ethyl-3,3-dimethyloctaan |
| - 4-Ethyl-3,4-dimethyloctaan | - 4-Ethyl-3,5-dimethyloctaan | - 4-Ethyl-3,6-dimethyloctaan | - 4-Ethyl-4,5-dimethyloctaan | - 5-Ethyl-2,2-dimethyloctaan |
| - 5-Ethyl-2,3-dimethyloctaan | - 5-Ethyl-2,4-dimethyloctaan | - 5-Ethyl-2,5-dimethyloctaan | - 5-Ethyl-2,6-dimethyloctaan | - 5-Ethyl-3,3-dimethyloctaan |
| - 5-Ethyl-3,4-dimethyloctaan | - 5-Ethyl-3,5-dimethyloctaan | - 5-Ethyl-4,4-dimethyloctaan | - 6-Ethyl-2,2-dimethyloctaan | - 6-Ethyl-2,3-dimethyloctaan |
| - 6-Ethyl-2,4-dimethyloctaan | - 6-Ethyl-2,5-dimethyloctaan | - 6-Ethyl-2,6-dimethyloctaan | - 6-Ethyl-3,3-dimethyloctaan | - 6-Ethyl-3,4-dimethyloctaan |

### Diethyl
| - 3,3-Diethyloctaan | - 3,4-Diethyloctaan | - 3,5-Diethyloctaan | - 3,6-Diethyloctaan | - 4,4-Diethyloctaan |
| - 4,5-Diethyloctaan |                     |                     |                     |                     |

### Methyl+Propyl
| - 2-Methyl-4-propyloctaan          | - 3-Methyl-4-propyloctaan          | - 4-Methyl-4-propyloctaan          | - 4-Methyl-5-propyloctaan          | - 2-Methyl-5-propyloctaan          |
| - 3-Methyl-5-propyloctaan          | - 2-Methyl-3-(1-methylethyl)octaan | - 2-Methyl-4-(1-methylethyl)octaan | - 3-Methyl-4-(1-methylethyl)octaan | - 4-Methyl-4-(1-methylethyl)octaan |
| - 4-Methyl-5-(1-methylethyl)octaan | - 2-Methyl-5-(1-methylethyl)octaan | - 3-Methyl-5-(1-methylethyl)octaan |                                    |                                    |

### tert-Butyl
- 4-(1,1-Dimethylethyl)octaan of 4-tert-Butyloctaan

## Heptaan

### Pentamethyl
| - 2,2,3,3,4-Pentamethylheptaan | - 2,2,3,3,5-Pentamethylheptaan | - 2,2,3,3,6-Pentamethylheptaan | - 2,2,3,4,4-Pentamethylheptaan | - 2,2,3,4,5-Pentamethylheptaan |
| - 2,2,3,4,6-Pentamethylheptaan | - 2,2,3,5,5-Pentamethylheptaan | - 2,2,3,5,6-Pentamethylheptaan | - 2,2,3,6,6-Pentamethylheptaan | - 2,2,4,4,5-Pentamethylheptaan |
| - 2,2,4,4,6-Pentamethylheptaan | - 2,2,4,5,5-Pentamethylheptaan | - 2,2,4,5,6-Pentamethylheptaan | - 2,2,4,6,6-Pentamethylheptaan | - 2,2,5,5,6-Pentamethylheptaan |
| - 2,3,3,4,4-Pentamethylheptaan | - 2,3,3,4,5-Pentamethylheptaan | - 2,3,3,4,6-Pentamethylheptaan | - 2,3,3,5,5-Pentamethylheptaan | - 2,3,3,5,6-Pentamethylheptaan |
| - 2,3,4,4,5-Pentamethylheptaan | - 2,3,4,4,6-Pentamethylheptaan | - 2,3,4,5,5-Pentamethylheptaan | - 2,3,4,5,6-Pentamethylheptaan | - 2,4,4,5,5-Pentamethylheptaan |
| - 3,3,4,4,5-Pentamethylheptaan | - 3,3,4,5,5-Pentamethylheptaan |                                |                                |                                |

### Ethylgroep+Trimethyl
| - 3-Ethyl-2,2,3-trimethylheptaan | - 3-Ethyl-2,2,4-trimethylheptaan | - 3-Ethyl-2,2,5-trimethylheptaan | - 3-Ethyl-2,2,6-trimethylheptaan | - 3-Ethyl-2,3,4-trimethylheptaan |
| - 3-Ethyl-2,3,5-trimethylheptaan | - 3-Ethyl-2,3,6-trimethylheptaan | - 3-Ethyl-2,4,4-trimethylheptaan | - 3-Ethyl-2,4,5-trimethylheptaan | - 3-Ethyl-2,4,6-trimethylheptaan |
| - 3-Ethyl-2,5,5-trimethylheptaan | - 3-Ethyl-2,5,6-trimethylheptaan | - 3-Ethyl-3,4,4-trimethylheptaan | - 3-Ethyl-3,4,5-trimethylheptaan | - 3-Ethyl-3,5,5-trimethylheptaan |
| - 3-Ethyl-4,4,5-trimethylheptaan | - 4-Ethyl-2,2,3-trimethylheptaan | - 4-Ethyl-2,2,4-trimethylheptaan | - 4-Ethyl-2,2,5-trimethylheptaan | - 4-Ethyl-2,2,6-trimethylheptaan |
| - 4-Ethyl-2,3,3-trimethylheptaan | - 4-Ethyl-2,3,4-trimethylheptaan | - 4-Ethyl-2,3,5-trimethylheptaan | - 4-Ethyl-2,3,6-trimethylheptaan | - 4-Ethyl-2,4,5-trimethylheptaan |
| - 4-Ethyl-2,4,6-trimethylheptaan | - 4-Ethyl-2,5,5-trimethylheptaan | - 4-Ethyl-3,3,4-trimethylheptaan | - 4-Ethyl-3,3,5-trimethylheptaan | - 4-Ethyl-3,4,5-trimethylheptaan |
| - 5-Ethyl-2,2,3-trimethylheptaan | - 5-Ethyl-2,2,4-trimethylheptaan | - 5-Ethyl-2,2,5-trimethylheptaan | - 5-Ethyl-2,2,6-trimethylheptaan | - 5-Ethyl-2,3,3-trimethylheptaan |
| - 5-Ethyl-2,3,4-trimethylheptaan | - 5-Ethyl-2,3,5-trimethylheptaan | - 5-Ethyl-2,4,4-trimethylheptaan | - 5-Ethyl-2,4,5-trimethylheptaan | - 5-Ethyl-3,3,4-trimethylheptaan |

### Diethyl+Methyl
| - 3,3-Diethyl-2-methylheptaan | - 3,3-Diethyl-4-methylheptaan | - 3,3-Diethyl-5-methylheptaan | - 3,4-Diethyl-2-methylheptaan | - 3,4-Diethyl-3-methylheptaan |
| - 3,4-Diethyl-4-methylheptaan | - 3,4-Diethyl-5-methylheptaan | - 3,5-Diethyl-2-methylheptaan | - 3,5-Diethyl-3-methylheptaan | - 3,5-Diethyl-4-methylheptaan |
| - 4,4-Diethyl-2-methylheptaan | - 4,4-Diethyl-3-methylheptaan | - 4,5-Diethyl-2-methylheptaan | - 5,5-Diethyl-2-methylheptaan |                               |

### Dimethyl+Propyl
| - 2,2-Dimethyl-4-propylheptaan          | - 2,3-Dimethyl-4-propylheptaan          | - 2,4-Dimethyl-4-propylheptaan          | - 2,5-Dimethyl-4-propylheptaan          | - 2,6-Dimethyl-4-propylheptaan          |
| - 3,3-Dimethyl-4-propylheptaan          | - 3,4-Dimethyl-4-propylheptaan          | - 3,5-Dimethyl-4-propylheptaan          | - 2,2-Dimethyl-3-(1-methylethyl)heptaan | - 2,3-Dimethyl-3-(1-methylethyl)heptaan |
| - 2,4-Dimethyl-3-(1-methylethyl)heptaan | - 2,5-Dimethyl-3-(1-methylethyl)heptaan | - 2,6-Dimethyl-3-(1-methylethyl)heptaan | - 2,2-Dimethyl-4-(1-methylethyl)heptaan | - 2,3-Dimethyl-4-(1-methylethyl)heptaan |
| - 2,4-Dimethyl-4-(1-methylethyl)heptaan | - 2,5-Dimethyl-4-(1-methylethyl)heptaan | - 2,6-Dimethyl-4-(1-methylethyl)heptaan | - 3,3-Dimethyl-4-(1-methylethyl)heptaan | - 3,4-Dimethyl-4-(1-methylethyl)heptaan |
| - 3,5-Dimethyl-4-(1-methylethyl)heptaan |                                         |                                         |                                         |                                         |

### Ethyl+Propyl
| - 3-Ethyl-4-propylheptaan | - 4-Ethyl-4-propylheptaan | - 3-Ethyl-4-(1-methylethyl)heptaan | - 4-Ethyl-4-(1-methylethyl)heptaan |

### Propyl+Methyl
| - 4-(1,1-Dimethylethyl)-2-methylheptaan | - 4-(1,1-Dimethylethyl)-3-methylheptaan | - 4-(1,1-Dimethylethyl)-4-methylheptaan |

## Hexaan

### Hexamethyl
| - 2,2,3,3,4,4-Hexamethylhexaan | - 2,2,3,3,4,5-Hexamethylhexaan | - 2,2,3,3,5,5-Hexamethylhexaan | - 2,2,3,4,4,5-Hexamethylhexaan | - 2,2,3,4,5,5-Hexamethylhexaan |
| - 2,3,3,4,4,5-Hexamethylhexaan |                                |                                |                                |                                |

### Ethyl+Tetramethyl
| - 3-Ethyl-2,2,3,4-tetramethylhexaan | - 3-Ethyl-2,2,3,5-tetramethylhexaan | - 3-Ethyl-2,2,4,4-tetramethylhexaan | - 3-Ethyl-2,2,4,5-tetramethylhexaan | - 3-Ethyl-2,2,5,5-tetramethylhexaan |
| - 3-Ethyl-2,3,4,4-tetramethylhexaan | - 3-Ethyl-2,3,4,5-tetramethylhexaan | - 4-Ethyl-2,2,3,3-tetramethylhexaan | - 4-Ethyl-2,2,3,4-tetramethylhexaan | - 4-Ethyl-2,2,3,5-tetramethylhexaan |
| - 4-Ethyl-2,2,4,5-tetramethylhexaan | - 4-Ethyl-2,3,3,4-tetramethylhexaan | - 4-Ethyl-2,3,3,5-tetramethylhexaan |                                     |                                     |

### Diethyl+Dimethyl
| - 3,3-Diethyl-2,2-dimethylhexaan | - 3,3-Diethyl-2,4-dimethylhexaan | - 3,3-Diethyl-2,5-dimethylhexaan | - 3,3-Diethyl-4,4-dimethylhexaan | - 3,4-Diethyl-2,2-dimethylhexaan |
| - 3,4-Diethyl-2,3-dimethylhexaan | - 3,4-Diethyl-2,4-dimethylhexaan | - 3,4-Diethyl-2,5-dimethylhexaan | - 3,4-Diethyl-3,4-dimethylhexaan | - 4,4-Diethyl-2,2-dimethylhexaan |
| - 4,4-Diethyl-2,3-dimethylhexaan |                                  |                                  |                                  |                                  |

### Triethyl
- 3,3,4-Triethylhexaan

### Trimethyl+Propyl
| - 2,2,3-Trimethyl-3-(1-methylethyl)hexaan | - 2,2,4-Trimethyl-3-(1-methylethyl)hexaan | - 2,2,5-Trimethyl-3-(1-methylethyl)hexaan | - 2,3,4-Trimethyl-3-(1-methylethyl)hexaan | - 2,3,5-Trimethyl-3-(1-methylethyl)hexaan |
| - 2,4,4-Trimethyl-3-(1-methylethyl)hexaan | - 2,3,5-Trimethyl-4-(1-methylethyl)hexaan | - 2,2,5-Trimethyl-4-(1-methylethyl)hexaan |                                           |                                           |

### Ethyl+Methyl+Propyl
| - 3-Ethyl-2-methyl-3-(1-methylethyl)hexaan | - 4-Ethyl-2-methyl-3-(1-methylethyl)hexaan |

### tert-Butyl+Dimethyl
- 3-(1,1-Dimethylethyl)-2,2-dimethylhexaan

## Pentaan

### Ethyl+Pentamethyl
- 3-Ethyl-2,2,3,4,4-pentamethylpentaan

### Diethyl+Trimethyl
- 3,3-Diethyl-2,2,4-trimethylpentaan

### Tetramethyl+Propyl
| - 2,2,3,4-Tetramethyl-3-(1-methylethyl)pentaan | - 2,2,4,4-Tetramethyl-3-(1-methylethyl)pentaan |

### Ethyl+Dimethyl+Propyl
- 3-Ethyl-2,4-dimethyl-3-(1-methylethyl)pentaan